# 罗米·布朗
罗米·布朗（英語：Romi Brown，2002年8月25日—），澳大利亚女子竞技体操运动员。她曾代表澳大利亚参加2022年英联邦运动会体操比赛，获得女子团体全能银牌、女子自由体操第八名。